# Albizia buntingii
Espèce
Statut de conservation UICN

 CR  : 
En danger critique
Albizia buntingii est une espèce de plantes à fleurs de la famille des Fabaceae.

## Publication originale
- Memoirs of The New York Botanical Garden 74(1): 223–224. 1996.